# Andrés Villena
Andres Jesús Villena Rodríguez (San Roque, 27 febbraio 1993) è un pallavolista spagnolo, opposto del Teruel.

## Carriera

### Club
La carriera di Andres Villena inizia nella squadra della sua città, la Sanroqueña, entrando quindi a partire dal 2008 nel centro giovanile di formazione permanente della federazione spagnola. Nello stesso periodo è tesserato dapprima per la selezione giovanile del Málaga e poi di quella dell'Almería, che lo gira in prestito alla formazione federale del Palencia: nella stagione 2011-12 conquista sia la vittoria del campionato spagnolo di seconda divisione che la coppa di categoria, oltre ad essere nominato MVP del campionato. Nel frattempo, con la società andalusa vince anche due titoli nazionali giovanili. 
Nella stagione 2012-13 viene aggregato alla prima squadra della formazione di Almería, con cui si laurea campione di Spagna. Nella stagione successiva gioca per la prima volta in un campionato estero, vestendo la maglia della Callipo di Vibo Valentia, nella Serie A1 italiana, dove resta anche per la stagione successiva, ma militando in Serie A2, con il Matera Bulls.
Per il campionato 2015-16 rientra in Spagna, inizialmente disputando la Superliga 2 de Voleibol Masculina ancora alla squadra federale del Palencia per i postumi di un infortunio e quindi, dal dicembre 2015, viene nuovamente ingaggiato dall'Almería, con cui vince Supercoppa, Coppa del Re e scudetto, mentre nella stagione successiva si accasa al Palma, aggiudicandosi nuovamente scudetto e coppa nazionale.
Per il campionato 2017-18 è nel club francese dello Spacer's Toulouse, in Ligue A, ma nel gennaio 2018 torna in patria, ingaggiato stavolta dal Teruel, con cui in un anno e mezzo vince la Coppa del Re 2017-18, la Supercoppa 2018, competizione nella quale si aggiudica anche il titolo di MVP, e due campionati.
Per l'annata 2019-20 si trasferisce in Corea del Sud per disputare la V-League con i Korean Air Jumbos, venendo selezionato come quinta scelta del draft: conquista la Coppa KOVO e contestualmente il titolo di MVP della manifestazione, oltre a qualche riconoscimento individuale in campionato, rinnovando anche per l'annata seguente; tuttavia nel dicembre 2020 lascia il club a causa di un infortunio al ginocchio. 
Rientra in campo nella stagione 2021-22, tornando in forza al Teruel.

### Nazionale
Con la nazionale spagnola under 19 nel 2011 partecipa agli Europei di categoria aggiudicandosi il premio come miglior servizio e in seguito al campionato mondiale under 19, manifestazione di cui risulta il miglior realizzatore e conclusa con la medaglia d'argento. Viene poi convocato nella selezione under 20, con cui conquista la medaglia d'argento al campionato europeo under 20 2012 e i premi individuali come miglior realizzatore e miglior attaccante del torneo.
A partire dal 2011 ottiene le prime convocazioni in nazionale maggiore; nel 2018 si aggiudica la medaglia d'argento ai XVIII Giochi del Mediterraneo, bissata nell'edizione del 2022.

## Palmarès

### Club
- Campionato spagnolo: 5

2012-13, 2015-16, 2016-17, 2017-18, 2018-19
- Coppa del Re: 3

2015-16, 2016-17, 2017-18
- Coppa KOVO: 1

2019
- Supercoppa spagnola: 2

2015, 2018
- Coppa del Principe: 1

2011-12

### Nazionale (competizioni minori)
- Campionato mondiale under 19 2011
- Campionato europeo under 20 2012
- Giochi del Mediterraneo 2018
- Giochi del Mediterraneo 2022

### Premi individuali
- 2011 - Superliga 2 de Voleibol Masculina: MVP
- 2011 - Campionato europeo under 19: Miglior servizio
- 2011 - Campionato mondiale under 19: Miglior realizzatore
- 2012 - Campionato europeo under 20: Miglior realizzatore
- 2012 - Campionato europeo under 20: Miglior attaccante
- 2018 - Supercoppa spagnola: MVP
- 2019 - Coppa KOVO: MVP
- 2020 - V-League: MVP 2º round
- 2020 - V-League: MVP 5º round
- 2020 - V-League: Miglior opposto